# العامرية للصناعات الدوائية
العامرية للصناعات الدوائية، هي شركة صناعة أدوية مملوكة لشركة فاركو للأدوية مقرها الإسكندرية، مصر.

## نظرة عامة
تأسست الشركة في عام 1984. وتعمل في تصنيع وتوزيع المنتجات الصيدلانية والبيطرية، وبخاصة الاحتياجات الطبية والغذائية، مستحضرات التجميل والمبيدات. للشركة فرعين؛ شركة أبو قير التجارية للتجارة الدولية والشركة المصرية الأوروبية للصناعات الصيدلانية.

## الهيكل المؤسسي
- رئيس مجلس الإدارة: حسن عباس حلمي
- نائب رئيس مجلس الإدارة: باشار حسن عباس حلمي.
- أعضاء مجلس الإدارة: أحمد أمين حسان، رق محمد عثمان، سعيد أحمد خليل.

## نقد
في 5 مايو 2009 اعتصم أكثر من 2000 عامل بشركة العامرية للمطالبة بصرف مستحقاتهم المالية من حصتهم في أرباح الشركة والتي لم يصرف إلى نصفها فقط في الوقت الذي حققت في الشركة أرباح وصلت ألى 189 مليون جنيه.
وحدثت مفاوضات بين إدارة الشركة وممثلين للعمال ولم يتم التوصل لأي نتائج مرضية للعمال، ونقل عن رئيس مجلس إدارة الشركة رجل الأعمال د. حسن عباس حلمي تأكيده أن الشركة لن تصرف أي مستحقات مالية أخرى، وقال: "اللي مش عاجبه يمشي"، حسب ما قاله المعتصمون.